# روزيتو ديلي أبروتسي
روزيتو ديلي أبروتسي (بالإيطالية: Roseto degli Abruzzi)‏ هي بلدية في مقاطعة تيرامو في إقليم أبروتسو الإيطالي.

## السكان
في سنة 1861 بلغ عدد السكان 4٬327 نسمة، وتطور العدد ليصل في سنة 2011 لـ 24٬940 نسمة.
يظهر هذا المخطط البياني تطور النمو السكاني لـ روزيتو ديلي أبروتسي